# Leptura nigroguttata
Leptura nigroguttata es una especie de escarabajo longicornio del género Leptura, categorizada en la tribu Lepturini, de la subfamilia Lepturinae. Fue descrita por Pic en 1927.

## Descripción
Mide 15-20 mm de longitud.

## Distribución
Se distribuye por China, Laos, Birmania y Vietnam.